# Court Tomb von Ray
Das Court Tomb von Ray (auch „Dermot und Granias Bett“ genannt) liegt im Townland Ray (irisch An Ráith) etwa einen Kilometer südlich des Court Tombs von Ballyboe und nördlich des Court Tombs von Moyra Glebe, in der Nähe der Kuppe eines Bergrückens östlich von Falcarragh im County Donegal in Irland. Court Tombs gehören zu den megalithischen Kammergräbern (englisch chambered tombs) auf den Inseln Irland und Großbritannien. Sie werden mit über 400 Exemplaren nahezu ausschließlich in Ulster im Norden der Republik Irland beziehungsweise in Nordirland gefunden.
Das Court Tomb besteht aus den Resten einer Galerie. Ein Endstein, drei Orthostaten, eine Seitenplatte und ein Pfosten zeigen eine Kammerlänge von 3,7 m an, die in einem bis zu 1,0 m hohen Cairn liegt.
Ein Großteil des Hügels scheint aus abgelagerten Feldsteinen zu bestehen, obwohl einige größere, teilweise vergrabene und verschobene Struktursteine sein können. Der Endstein hat einen Giebel und endet 1,3 m über der Cairnoberfläche und 1,7 m über Feldebene. Der Seitenstein der Südseite ist etwa 0,7 m niedriger als der Endstein. Der Pfosten etwa 0,9 m südöstlich des Seitensteins ist etwa 0,15 m höher als der Seitenstein und quer gestellt. Mitte des 19. Jahrhunderts standen an diesem Ende noch zwei aufrechte Steine. Etwa 0,5 m nördlich des Pfostens liegt eine 1,6 × 0,9 × mindestens 0,7 m dicke Platte auf der Cairnoberfläche.
Die alte Quelle berichtet auch, dass ein etwa 2,0 m langer und 1,05 m breiter Stein an der Nordseite der Kammer lag. Zweifellos handelt es sich bei den Resten um die Endkammer einer Galerie.